# Кёлстра, Пин
Пин Кёлстра (нидерл. Pien Keulstra) — нидерландская конькобежка. Серебряный призёр чемпионата мира среди юниоров (2011). Чемпионка Нидерландов на дистанциях 3000 и 5000 метров.

## Биография
На чемпионатах Нидерландов дебютировала в сезоне 2010/2011.
В 2011 году стала второй на чемпионате мира среди юниоров по сумме многоборья.
В ноябре 2011 года на чемпионате Нидерландов по отдельным дистанциям, где Кёлстра отметила своё 18-летие, стала чемпионкой на 3000 и 5000 метров.
На чемпионате мира среди юниоров 2012 стала третьей на дистанциях 1500 и 3000 метров.